# Ladri come noi (romanzo)
Ladri come noi (Thieves Like Us) è il secondo e ultimo romanzo pubblicato di Edward Anderson, edito da Frederick A. Stokes nel 1937.

## Trama
Mississipi, 1936. Bowie, condannato per omicidio, evade dal carcere in cui è rinchiuso, insieme ai compagni 'di catene' e delinquenti incalliti, Chicamaw e T-Dub. I tre non appena fuori cominciano una scorribanda che li porta a rapinare in serie banche rurali, in una sorta di frenesia criminale insensata, tranne che per Bowie, che vorrebbe procurarsi un avvocato di grido che riesca a provare la sua innocenza; gli altri due con il bottino acquistano armi, vestiti eleganti e auto veloci, e leggono entusiasti le loro gesta sui giornali. I tre hanno come base la casa in cui vivono la cognata di T-Dub e le sue figlie; Bowie, rimasto ferito, viene accudito da Keechie, la figlia di un benzinaio dei dintorni, di cui si innamora, ma la loro speranza di una 'nuova vita' insieme dura poco, perché oramai la polizia è sulle tracce dei tre, che pagheranno con la vita le loro bravate.

## Accoglienza
Recensendo una ristampa in brossura del 1974, il New York Times scrisse che "nulla nel libro è stato sminuito dal tempo, inclusa la convinzione di un rapinatore di banche di nome T-Dub Masefeld, secondo cui i banchieri sono 'ladri proprio come noi.'"

## Adattamenti televisivi e teatrali
Anderson cedette i diritti del film per 500 dollari. Nicholas Ray, al suo debutto alla regia, diresse il primo adattamento cinematografico del romanzo, La donna del bandito (1948), con un cast che annoverava Farley Granger e Cathy O'Donnell. Nel 1974 Robert Altman diresse una seconda riduzione cinematografica, Gang.
Nel settembre 2010, l'House Theatre di Chicago ha prodotto un adattamento teatrale originale tratto della sceneggiatura. La produzione, al Chopin Theatre, è rimasta il cartellone per quattro settimane.